# Filippo Galli (poeta)
Filippo Galli (conocido también como Filenio Gallo da Monticiano, Monticiano, ? – Siena, 26 de noviembre de 1503) fue un poeta italiano del siglo XV.
Se crio en el ambiente poético bucólico de Siena, y bajo el seudónimo de Filenio Gallo llegó a ser conocido en Nápoles por sus églogas pastoriles en A Saphyra, que más tarde inspirarían a La Arcadia de Jacopo Sannazaro.
En 1486 se trasladó a Padua, donde estudió teología y tomó el hábito agustino; entonces viajó a Venecia donde fue pareja artística del poeta veneciano Giovanni Badoer y del montevarchino Francesco Pitti. Durante el período veneciano compuso dos canzonieri de 129 y 265 poemas respectivamente, dirigidos a dos mujeres venecianas aludidas bajo los seudónimos de Lilia y Safira; siempre en Venecia, escribió una poesía dedicada a Caterina Cornaro y varios otros poemas.
Tras retornar a Siena en 1500, fue admitido en la Accademia degli Intronati y fue parte del círculo literario de la Congregación de Rozzi.
La primera versión impresa de sus obras se publicó de manera póstuma en Siena en 1524.